# رولاند وولف
رولاند وولف (بالألمانية: Roland Wolf)‏ هو موسيقي وعازف بيانو ألماني، ولد في 1965 في بون في ألمانيا، وتوفي في 29 مارس 1995.

## وصلات خارجية
- رولاند وولف على موقع IMDb (الإنجليزية)
- رولاند وولف على موقع ألو سيني (الفرنسية)
- رولاند وولف على موقع ميوزك برينز (الإنجليزية)
- رولاند وولف على موقع أول موفي (الإنجليزية)
- رولاند وولف على موقع ديسكوغز (الإنجليزية)
- رولاند وولف على موقع كينوبويسك (الروسية)